# Double V
Albums de Mister V
MVP
(2020)
Double V est le premier album studio du rappeur Mister V, sorti le 19 mai 2017 sous le label Hey Pelo Records.
En France, l'album est certifié disque de platine.

## Liste des titres
L'ensemble de l'album est produit par Geronimo Beats.
| 1.    | Top Album                                     | 3:12 |
| 2.    | Venice                                        | 3:05 |
| 3.    | Petit déjeuner                                | 2:04 |
| 4.    | Deutsche Qualität (featuring Samy Ceezy)      | 2:50 |
| 5.    | Demain                                        | 2:50 |
| 6.    | Nightcall                                     | 2:58 |
| 7.    | Apollo13 (featuring Juice)                    | 3:26 |
| 8.    | Bulletproof                                   | 2:46 |
| 9.    | Space Jam (featuring Hayce Lemsi, Volts Face) | 3:38 |
| 10.   | Gville (featuring Tortoz)                     | 2:54 |
| 11.   | Thérapie                                      | 3:12 |
| 12.   | Cendrillon                                    | 3:18 |
| 13.   | Bonobo (Piste bonus)                          | 3:01 |
| 39:50 |                                               |      |

## Singles
- Top Album  Platine
- Space Jam  Platine
- Apollo13  Or

## Ventes et certifications

### Classements
| Classement (2016)            | Meilleure position |
| ---------------------------- | ------------------ |
| France (SNEP)                | 1                  |
| Suisse (Schweizer Hitparade) | 10                 |
| Belgique (Wallonie Ultratop) | 2                  |

### Certifications et ventes
| Région | Certification | Ventes/Streams |
| ------ | ------------- | -------------- |
| France | Platine       | 100 000        |